# سانتا فيه (نيومكسيكو)

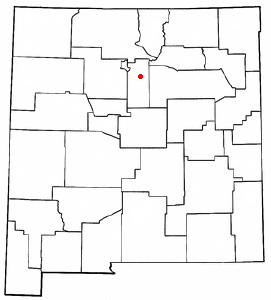
موقع سانتا فيه في نيومكسيكو

سانتا فيه (Santa Fe) هي عاصمة ولاية نيومكسيكو الأمريكية. تقع في الشمال الأوسط من الولاية، شمال شرق ألبكركي. استوطنها الإسبان في حدود العام 1609 حينما كانت موقع حطام قديمة للأمريكيين الأصليين، وحولوها لمركز تجاري حتى المائتي عام التالية. واحتلتها القوات الأمريكية في عام 1846، ثم أصبحت عاصمة إقليمية في عام 1851، وعاصمة للولاية في عام 1912. يبلغ عدد سكانها 70631 نسمة (عام 2005).
تأسست سانتا فيه قبل مستعمرة بليموث التابعة لماساتشوستس وهي ثاني أقدم مدن الولايات المتحدة. تعد المدينة اليوم مركزاً ثقافياً هاماً بالنسبة للمنطقة الجنوبية الغربية، وهي أيضاً مركز اقتصادي وعلمي. يوجد بها دار أوبرا عالمي، ويرتاد المدينة الكثير من الكتاب والأدباء. ثقافة المدينة هي مزيج بين ثقافة الأمريكيين الأصليين والإسبان والإنجليز وثقافة نيومكسيكو القديمة.

## التركيبة السكانية
حدّد مكتب تعداد الولايات المتحدة بيانات التركيبة السكانية لسانتا فيه في تعداد الولايات المتحدة. في ما يلي، التركيبة السكانية حسب تعدادي 2000 و 2010.

### تعداد عام 2000
بلغ عدد سكان سانتا فيه 62,203 نسمة بحسب تعداد عام 2000، وبلغ عدد الأسر 27,569 أسرة وعدد العائلات 14,982 عائلة مقيمة في المدينة. في حين سجلت الكثافة السكانية 458.8 نسمة لكل كيلومتر مربع (1,188.3/ميل2). وبلغ عدد الوحدات السكنية 30,533 وحدة بمتوسط كثافة قدره 225.2 لكل كيلومتر مربع (583.3/ميل2).
وتوزع التركيب العرقي للمدينة بنسبة 76.30% من البيض و 0.66% من الأمريكيين الأفارقة و2.21% من الأمريكيين الأصليين و1.27% من الأمريكيين ذوي الأصول الآسيوية و 0.08% من سكان جزر المحيط الهادئ و 15.29% من الأعراق الأخرى و 4.20% من عرقين مختلطين أو أكثر و 47.82% من الهسبانيون أو اللاتينيون من أي عرق.
بلغ عدد الأسر 27,569 أسرة كانت نسبة 26.8% منها لديها أطفال تحت سن الثامنة عشر تعيش معهم، وبلغت نسبة الأزواج القاطنين مع بعضهم البعض 37.6% من أصل المجموع الكلي للأسر، ونسبة 12.1% من الأسر كان لديها معيلات من الإناث دون وجود شريك، بينما كانت نسبة 4.6% من الأسر لديها معيلون من الذكور دون وجود شريكة وكانت نسبة 45.7% من غير العائلات. تألفت نسبة 36.4% من أصل جميع الأسر من عدة أفراد يعيشون في نفس المنزل ونسبة 10.2% كانت تتألف من شخص يعيش بمفرده يبلغ من العمر 65 عاماً أو أكثر. وبلغ متوسط حجم الأسرة المعيشية 2.20، أما متوسط حجم العائلات فبلغ 2.90.
بلغ العمر الوسطي للسكان 39.8 عاماً. وكانت نسبة 20.2% من القاطنين تحت سن الثامنة عشر، وكانت نسبة 7.7% بين الثامنة عشر والرابعة والعشرين عاماً، ونسبة 28.6% كانت واقعةً في الفئة العمرية ما بين الخامسة والعشرين والرابعة والأربعين عاماً، ونسبة 27.8% كانت ما بين الخامسة والأربعين والرابعة والستين، ونسبة 13.3% كانت ضمن فئة الخامسة والستين عاماً فما فوق. يوجد لكل 100 أنثى 91.5 ذكر، ويوجد لكل 100 أنثى في الثامنة عشر من عمرها فما فوق 88.6 ذكر.
بلغ متوسط دخل الأسرة في المدينة 40,392 دولارًا، أما متوسط دخل العائلة فبلغ 49,705 دولارًا. وكان متوسط دخل الذكور 32,373 دولارًا مقابل 27,431 دولارًا للإناث. وسجل دخل الفرد الخاص بالمدينة 25,454 دولارًا. وكانت نسبة 9.5% من العائلات ونسبة 12.3% من السكان تحت خط الفقر، وكان من هؤلاء نسبة 17.7% تحت سن الثامنة عشر ونسبة 9.2% في الخامسة والستين من العمر وما فوق.

### تعداد عام 2010
بلغ عدد سكان سانتا فيه 67,947 نسمة بحسب تعداد عام 2010، وبلغ عدد الأسر 31,895 أسرة وعدد العائلات 16,127 عائلة مقيمة في المدينة. في حين سجلت الكثافة السكانية 501.2 نسمة لكل كيلومتر مربع (1,298.1/ميل2). وبلغ عدد الوحدات السكنية 37,200 وحدة بمتوسط كثافة قدره 274.4 لكل كيلومتر مربع (710.7/ميل2).
وتوزع التركيب العرقي للمدينة بنسبة 78.90% من البيض و 1.01% من الأمريكيين الأفارقة و 2.09% من الأمريكيين الأصليين و 1.44% من الأمريكيين ذوي الأصول الآسيوية و 0.07% من سكان جزر المحيط الهادئ و 12.76% من الأعراق الأخرى و 3.73% من عرقين مختلطين أو أكثر و 48.70% من الهسبانيون أو اللاتينيون من أي عرق.
بلغ عدد الأسر 31,895 أسرة كانت نسبة 23.2% منها لديها أطفال تحت سن الثامنة عشر تعيش معهم، وبلغت نسبة الأزواج القاطنين مع بعضهم البعض 34% من أصل المجموع الكلي للأسر، ونسبة 11.7% من الأسر كان لديها معيلات من الإناث دون وجود شريك، بينما كانت نسبة 4.8% من الأسر لديها معيلون من الذكور دون وجود شريكة وكانت نسبة 49.4% من غير العائلات. تألفت نسبة 40.6% من أصل جميع الأسر من عدة أفراد يعيشون في نفس المنزل ونسبة 13.6% كانت تتألف من شخص يعيش بمفرده يبلغ من العمر 65 عاماً أو أكثر. وبلغ متوسط حجم الأسرة المعيشية 2.10، أما متوسط حجم العائلات فبلغ 2.85.
بلغ العمر الوسطي للسكان 44.0 عاماً. وكانت نسبة 18.9% من القاطنين تحت سن الثامنة عشر، وكانت نسبة 7.5% بين الثامنة عشر والرابعة والعشرين عاماً، ونسبة 24.9% كانت واقعةً في الفئة العمرية ما بين الخامسة والعشرين والرابعة والأربعين عاماً، ونسبة 31.2% كانت ما بين الخامسة والأربعين والرابعة والستين، ونسبة 17.6% كانت ضمن فئة الخامسة والستين عاماً فما فوق. وتوزع التركيب الجنسي للسكان بنسبة 47.4% ذكور و 52.6% إناث.

## المناخ
يظهر الجدول التالي التغييرات المناخية على مدار السنة لسانتا فيه:
| البيانات المناخية لـسانتا فيه       | البيانات المناخية لـسانتا فيه | البيانات المناخية لـسانتا فيه | البيانات المناخية لـسانتا فيه | البيانات المناخية لـسانتا فيه | البيانات المناخية لـسانتا فيه | البيانات المناخية لـسانتا فيه | البيانات المناخية لـسانتا فيه | البيانات المناخية لـسانتا فيه | البيانات المناخية لـسانتا فيه | البيانات المناخية لـسانتا فيه | البيانات المناخية لـسانتا فيه | البيانات المناخية لـسانتا فيه | البيانات المناخية لـسانتا فيه |
| الشهر                               | يناير                         | فبراير                        | مارس                          | أبريل                         | مايو                          | يونيو                         | يوليو                         | أغسطس                         | سبتمبر                        | أكتوبر                        | نوفمبر                        | ديسمبر                        | المعدل السنوي                 |
| ----------------------------------- | ----------------------------- | ----------------------------- | ----------------------------- | ----------------------------- | ----------------------------- | ----------------------------- | ----------------------------- | ----------------------------- | ----------------------------- | ----------------------------- | ----------------------------- | ----------------------------- | ----------------------------- |
| الدرجة القصوى °ف (°م)               | 65 (18)                       | 73 (23)                       | 77 (25)                       | 84 (29)                       | 96 (36)                       | 99 (37)                       | 99 (37)                       | 96 (36)                       | 94 (34)                       | 87 (31)                       | 75 (24)                       | 65 (18)                       | 99 (37)                       |
| متوسط درجة الحرارة الكبرى °ف (°م)   | 43.5 (6.4)                    | 48.2 (9.0)                    | 55.9 (13.3)                   | 64.7 (18.2)                   | 74.2 (23.4)                   | 83.5 (28.6)                   | 85.9 (29.9)                   | 83.4 (28.6)                   | 77.7 (25.4)                   | 66.5 (19.2)                   | 53.1 (11.7)                   | 43.2 (6.2)                    | 65.0 (18.3)                   |
| المتوسط اليومي °ف (°م)              | 30.5 (−0.8)                   | 34.9 (1.6)                    | 41.0 (5.0)                    | 48.5 (9.2)                    | 57.6 (14.2)                   | 66.5 (19.2)                   | 70.1 (21.2)                   | 68.4 (20.2)                   | 62.1 (16.7)                   | 51.0 (10.6)                   | 38.9 (3.8)                    | 30.3 (−0.9)                   | 50.0 (10.0)                   |
| متوسط درجة الحرارة الصغرى °ف (°م)   | 17.5 (−8.1)                   | 21.5 (−5.8)                   | 26.1 (−3.3)                   | 32.3 (0.2)                    | 41.0 (5.0)                    | 49.4 (9.7)                    | 54.4 (12.4)                   | 53.3 (11.8)                   | 46.5 (8.1)                    | 35.5 (1.9)                    | 24.6 (−4.1)                   | 17.4 (−8.1)                   | 35.0 (1.7)                    |
| أدنى درجة حرارة °ف (°م)             | −14 (−26)                     | −24 (−31)                     | −6 (−21)                      | 10 (−12)                      | 19 (−7)                       | 28 (−2)                       | 37 (3)                        | 36 (2)                        | 26 (−3)                       | 5 (−15)                       | −12 (−24)                     | −17 (−27)                     | −24 (−31)                     |
| الهطول إنش (مم)                     | .60 (15)                      | .53 (13)                      | .94 (24)                      | .77 (20)                      | .94 (24)                      | 1.29 (33)                     | 2.33 (59)                     | 2.23 (57)                     | 1.54 (39)                     | 1.33 (34)                     | .85 (22)                      | .83 (21)                      | 14.18 (360)                   |
| متوسط تساقط الثلوج إنش (سم)         | 4.0 (10)                      | 2.9 (7.4)                     | 4.4 (11)                      | .4 (1.0)                      | 0 (0)                         | 0 (0)                         | 0 (0)                         | 0 (0)                         | 0 (0)                         | 1.0 (2.5)                     | 2.3 (5.8)                     | 8.0 (20)                      | 23 (58)                       |
| متوسط أيام هطول الأمطار (≥ 0.01 in) | 3.4                           | 3.7                           | 4.7                           | 4.0                           | 4.7                           | 5.6                           | 9.6                           | 10.3                          | 6.3                           | 5.2                           | 4.0                           | 4.2                           | 65.7                          |
| متوسط الأيام المثلجة (≥ 0.1 in)     | 1.9                           | 1.5                           | 1.3                           | .4                            | 0                             | 0                             | 0                             | 0                             | 0                             | .3                            | .8                            | 2.2                           | 8.4                           |
| المصدر: NOAA                        |                               |                               |                               |                               |                               |                               |                               |                               |                               |                               |                               |                               |                               |

## توأمة
لسانتا فيه (نيومكسيكو) اتفاقيات توأمة مع كل من:
- سورينتو (30 أغسطس 1995 - )
- بخارى (10 أغسطس 1988 - )
- لوس بالاسيوس ذ فيلافرانكا منذ (1996 - )
- هولغوين (13 يونيو 2001 - )
- إيشيون
- ليفينغستون
- Parral, Chihuahua [الإنجليزية]‏
- سان ميغيل دي الليندي (12 أغسطس 1992 - )
- سانتا في (23 فبراير 1983 - )
- تسوياما (18 نوفمبر 1992 - )
- زانغجياجي (29 أكتوبر 2009 - )

## أعلام
- آنا غان
- جوستافو الفارو
- اوليفيا اولافلي
- روجر زيلاسني
- لوري نيلسون
- ستانيسلو أولام
- كيم ستانلي
- جورجيا أوكيفي
- أدريان غرينيه
- موري جيلمان

## وصلات خارجية
- الموقع الرسمي